# Bifluoruro di potassio
Il bifluoruro di potassio è il sale di potassio dello ione bifluoruro di formula KHF2. A temperatura ambiente appare come un solido cristallino incolore solubile in acqua. Viene utilizzato come reagente nelle sintesi chimiche e trova svariati impieghi anche a livello industriale per le sue proprietà abrasive, opacizzanti e surfactanti.

## Sintesi
Il bifluoruro di potassio può essere sintetizzato facendo reagire in ambiente acquoso idrossido di potassio ed acido fluoridrico:
{\displaystyle {\ce {KOH + 2HF -> KHF2 + H2O}}}

## Reattività
Il bifluoruro di potassio in ambiente acquoso instaura un equilibrio di dissociazione che prevede la formazione di fluoruro di potassio ed acido fluoridrico:
{\displaystyle {\ce {KHF2 <=> KF + HF}}}
L'acido fluoridrico così liberato conferisce un pH debolmente acido alla soluzione, effetto aumentato dall'incremento della temperatura tramite fonti di calore esterne, fattore che promuove la dissociazione di HF in ioni H+ e ioni F− con conseguente aumento dell'acidità.

## Utilizzo
Il bifluoruro di potassio trova svariati impieghi sia in laboratorio chimico che a livello manifatturiero, in particolare viene utilizzato nel processo di alchilazione del benzene, nel trattamento dei metalli previa lavorazione, come flussante nella brasatura ad argento, come agente conservante del legno e per prevenire la formazione di scorie durante la lavorazione del carbone.